# Grande Muralha Sloan

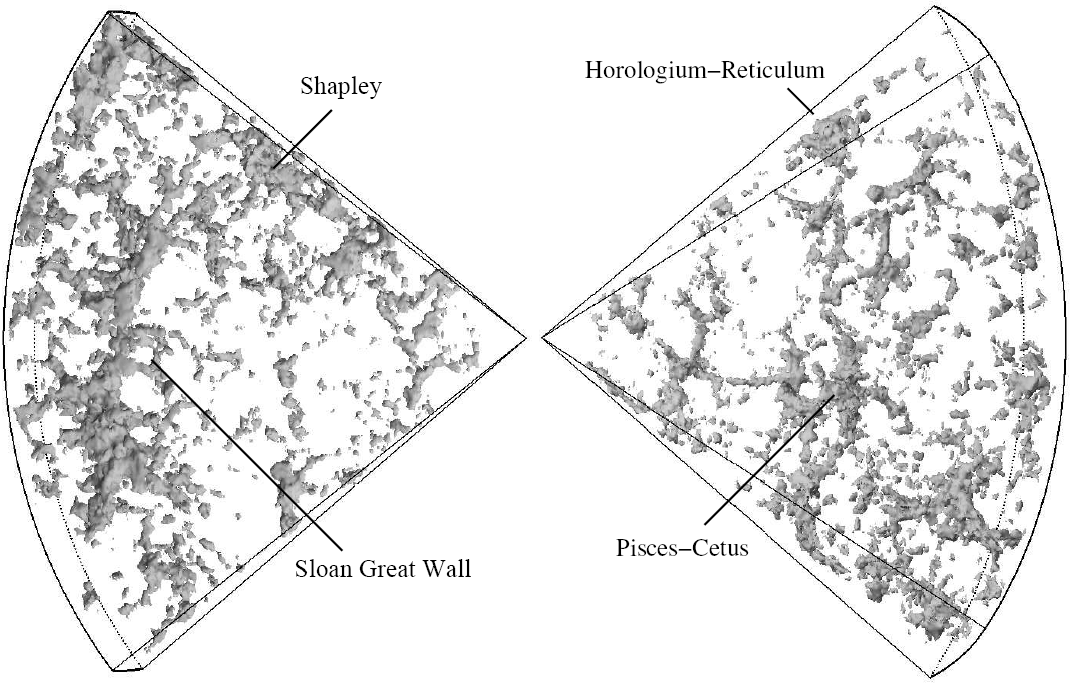
Grande Muralha Sloan

A Grande Muralha Sloan (do inglês Sloan Great Wall) é a terceira maior estrutura conhecida no universo ficando atrás da Huge-LQG  e da Grande Muralha Hércules-Corona Borealis. Trata-se de um gigantesco conjunto de galáxias descoberto em 2003 por J. Richard Gott III e Mario Jurić e colaboradores da Universidade Princeton. A estrutura mede 1,37 bilhão de anos-luz de extensão e está localizada a aproximadamente um bilhão de anos-luz da Terra.

## Tamanho
A parede mede 1,37 bilhão de anos-luz (1,30×1025 m) de comprimento, localizada a aproximadamente um bilhão de anos-luz de distância. No céu, está localizado dentro da região das constelações de Corvus, Hydra e Centaurus. É aproximadamente 1/60 do diâmetro do universo observável, tornando-se o sexto maior objeto conhecido depois dos grandes grupos quasares Clowes-Campusano LQG, U1.11, Huge-LQG, o Anel GRB Gigante e o filamento de galáxia Hércules-Corona Borealis Great Wall (Her-CrB GW), respectivamente.
A Grande Muralha de Sloan é entre 1,8 e 2,7 vezes maior do que a Grande Muralha de galáxias CfA2 (descoberta por Margaret Geller e John Huchra da Universidade de Harvard em 1989). Ele também contém vários superaglomerados galácticos, o maior e mais rico dos quais é chamado SCl 126. Este está localizado na região de maior densidade da estrutura.